# Hugo Simon
Hugo Simon (Křivá Voda, Checoslovaquia, 3 de agosto de 1942) es un jinete austríaco que compitió en la modalidad de salto ecuestre.
Participó en seis Juegos Olímpicos de Verano, entre los años 1972 y 1996, obteniendo una medalla de plata en Barcelona 1992, en la prueba por equipos (junto con Boris Boor, Jörg Münzner y Thomas Frühmann), el cuarto lugar en Múnich 1972, el quinto en Montreal 1976 y el cuarto en Atlanta 1996, en la prueba individual.
Ganó una medalla de bronce en el Campeonato Mundial de Saltos Ecuestres de 1974 y dos medallas en el Campeonato Europeo de Saltos Ecuestres, plata en 1997 y bronce en 1979.

## Palmarés internacional
| Juegos Olímpicos   | Juegos Olímpicos        | Juegos Olímpicos  | Juegos Olímpicos |
| Año                | Lugar                   | Medalla           | Categoría        |
| ------------------ | ----------------------- | ----------------- | ---------------- |
| 1992               | Barcelona (España)      | Medalla de plata  | Por equipos      |
| Campeonato Mundial |                         |                   |                  |
| Año                | Lugar                   | Medalla           | Categoría        |
| 1974               | Hickstead (Reino Unido) | Medalla de bronce | Individual       |
| Campeonato Europeo |                         |                   |                  |
| Año                | Lugar                   | Medalla           | Categoría        |
| 1979               | Róterdam (Países Bajos) | Medalla de bronce | Individual       |
| 1997               | Mannheim (Alemania)     | Medalla de plata  | Individual       |